# Michiko Shiokawa
Michiko Shiokawa, född 26 januari 1951, är en japansk före detta volleybollspelare.
Shiokawa blev olympisk silvermedaljör i volleyboll vid sommarspelen 1972 i München.